# 연대한국학교
연대한국학교(중국어 간체자: 烟台韩国学校, 정체자: 煙臺韓國學校)는 중화인민공화국 산둥성 옌타이 시에 있는 한국학교이다. 현재 초등학교부터 고등학교까지의 과정을 운영하고 있다.
2020년도 기준 학생수가 점점 감소하는 추세를 보인다. 2020기준 약 500명 정도이다
2020학기에는 온라인 수업을 통해서 코로나 사태에도 학교 정상화가 되었다.
학습 과목으로는 특별하게 중국어, 영어 회화 등이 있고, 중등의 경우 정보와 도덕 수업도 존재한다

## 연혁
- 2001년 3월 5일 : 개교
- 2020년도까지는 개교중

## 같이 보기
- 재중한인